# Andana Editorial
Andana Editorial (o Andana Edicions) és una editorial algemesinenca dedicada a la literatura infantil i juvenil fundada el 2009. El 2016 arribà a publicar uns 150 títols. El 2017 col·laborà en l'organització del certamen XXII Premis de la Rosa de Paper.
L'any 2018 amb el suport de l'Ajuntament d'Algemesí i la Fundació Caixa-Cooperativa va convocar els Premis Literaris Ciutat d'Algemesí, essent la guanyadora en la modalitat de narrativa Purificació Mascarell i Teresa Broseta en poesia infantil.

## Premis
- Premi al llibre infantil millor editat per La vida contada a un nen del veïnat, una antologia de Vicent Andrés Estellés, el 2013.
- Premi al llibre juvenil millor editat per El meu nom no és Irina, de Xavier Aliaga, el 2014.
- Premi per l'edició de l'àlbum La balena, el 2015.[3]
- Premi al llibre millor editat per Això era un alfabet d'Oliver Jeffers, el 2016.[4] Atorgat per la Conselleria d'Educació, Investigació, Cultura i Esport de la Generalitat Valenciana.[8]